# Реакция Кумбса
Реа́кция Ку́мбса, также известная как антиглобули́новый тест, AGT (проводится на основе специально приготовленного препарата — антиглобулиновой сыворотки) — иммунологический метод определения неполных антиэритроцитарных антител. Назван в честь английского иммунолога Робина Кумбса. Тест Кумбса используется для выявления антител к резус-фактору у беременных женщин и определения гемолитической анемии у новорождённых детей с резус-несовместимостью, влекущей разрушение эритроцитов; установления состояния изосенсибилизации, то есть обнаружения изоантител, возникающих при повторных переливаниях крови; выполнения пробы на совместимость при гемотрансфузиях; определения в эритроцитах разновидности резус-фактора; обнаружения аутоиммунных антител на эритроцитах больных приобретенной гемолитической анемией и другими аутоаллергическими болезнями, а также при некоторых инфекциях, протекающих с аллергическим компонентом; применяется также в судебно-медицинских и антропологических исследованиях. Основы метода описаны в 1908 году Мореши (С. Moreschi), в 1945 году — Кумбсом, Мураном и Рэйсом. Реакция проходит в 2 этапа.

## Прямая реакция Кумбса
Прямая проба Кумбса — качественный анализ на антиэритроцитарные антитела или компоненты комплемента, зафиксированные на поверхности эритроцитов в крови пациентов с аутоиммунными гемолитическими анемиями.
Антиглобулиновый тест (прямая реакция Кумбса) определяет анти-D, анти-С, анти-Е, анти-с и анти-е антитела к антигенам эритроцитов.
При проведении исследования предполагается, что эритроцитарные клетки крови имеют на своей поверхности, то есть в зафиксированном виде, иммуноглобулины (антитела) или составляющие комплемента. Прямая проба Кумбса позволяет выявить данный факт путем добавления антиглобулиновой или антикомплементарной сыворотки, которая вызывает связывание корпускулярных антигенов иммуноглобулинами, то есть агглютинация.

## Непрямая реакция
Непрямая реакция Кумбса протекает в 2 этапа. Сначала необходимо искусственно осуществить сенсибилизацию эритроцитов. Для этого эритроциты и исследуемую сыворотку крови инкубируют, что вызывает фиксацию антител на поверхности эритроцитов. После чего проводится второй этап теста Кумбса — добавление антиглобулиновой сыворотки.

## Реактив Кумбса
Реактив Кумбса (также известный как антиглобулин Кумбса или античеловеческий глобулин) используется как в прямом тесте Кумбса, так и в непрямом тесте Кумбса. Реактив Кумбса — античеловеческий глобулин. Его получают путем инъекции глобулина человека животным, которые продуцируют поликлональные антитела, специфичные к иммуноглобулинам человека и факторам системы комплемента человека. Можно использовать более специфические реагенты Кумбса или моноклональные антитела.

## Улучшенный носитель
И IgM, и IgG-антитела прочно связываются с комплементарными им антигенами. Антитела IgG наиболее реактивны при 37 °C. Антитела IgM легко обнаруживаются в физиологическом растворе при комнатной температуре, поскольку антитела IgM способны образовывать мостик между эритроцитами из-за их большого размера, эффективно вызывая то, что рассматривается как агглютинация. Антитела IgG меньше по размеру и требуют помощи, чтобы образовать мостик, достаточно хорошо, чтобы образовалась реакция визуальной агглютинации. Реагенты, используемые для усиления обнаружения IgG, называются потенциаторами. Эритроциты имеют чистый отрицательный заряд, называемый дзета-потенциалом, который вызывает у них естественное отталкивание друг от друга. Потенциаторы снижают дзета-потенциал мембран эритроцитов. Общие потенциаторы включают раствор с низкой ионной силой (LISS), альбумин, полиэтиленгликоль (PEG) и протеолитические ферменты.

## Популярная культура
В книге Артура Хейли «Окончательный диагноз» 1959 года жена сотрудника больницы беременна; она резус-отрицательная, а он резус-положительный. Он упоминает об этом и рекомендует новому помощнику патологоанатома непрямой тест Кумбса, который полагает, что это очевидно, и даже подписывает форму заявки на заказ сыворотки Кумбса. Из-за крайней скупости со стороны главного патологоанатома он отменяет решение другого врача заказать сыворотку Кумбса и отказывается проводить непрямой тест Кумбса, вместо этого решив, что достаточно одних тестов на белок и физиологический раствор. Это решение приводит к трагическим последствиям. Экранизация романа «Молодые врачи» 1961 года рассказывает эту историю, но со счастливым концом.